# La Luna piena
La Luna piena è un singolo del cantautore italiano Samuel, pubblicato l'8 settembre 2017 come quinto estratto dal primo album in studio Il codice della bellezza.

## Video musicale
Nel videoclip compare Samuel quasi sempre girare in moto spesso al crepuscolo, salvo alcune eccezioni nel quale si siede nel pavimento in legno nei pressi di una croce, quando ammira il mare, quando suona in concerto, quando sta in piedi poggiato alla croce e quando è in spiaggia seduto sulla sabbia col cane.